# Ligue 1 2023-2024
Sezonul Ligue 1 2023–2024 a fost cel de-al 86-lea sezon al Ligue 1, eșalonul principal de fotbal profesionist din Franța. Sezonul a început pe 11 august 2023 și s-a încheiat pe 18 mai 2024. Meciurile de baraj pentru promovare/retrogradare s-au jucat pe 30 mai și 2 iunie 2024.

## Echipe
Un număr de optsprezece echipe participă la ediția 2023-24 a Ligue 1. În iunie 2021, LFP a votat cu o majoritate covârșitoare în cadrul adunării sale generale pentru a reduce numărul de echipe în Ligue 1 la 18 cluburi pentru sezonul 2023-24, prin retrogradarea a patru cluburi în Ligue 2 și promovarea a două din Ligue 2 după 2022-23.

### Stadioane și orașe
Notă: Tabelul se aranjează în ordine alfabetică.
| Echipa      | Oraș              | Stadion                | Capacitate | sezonul 2022–23     |
| ----------- | ----------------- | ---------------------- | ---------- | ------------------- |
| Brest       | Brest             | Stade Francis-Le Blé   | 15.931     | locul 14 în Ligue 1 |
| Clermont    | Clermont-Ferrand  | Stade Gabriel Montpied | 11.980     | locul 8 în Ligue 1  |
| Le Havre    | Le Havre          | Stade Océane           | 25.178     | locul 1 în Ligue 2  |
| Lens        | Lens              | Stade Bollaert-Delelis | 37.705     | locul 2 în Ligue 1  |
| Lille       | Villeneuve-d'Ascq | Stade Pierre-Mauroy    | 50.186     | locul 5 în Ligue 1  |
| Lorient     | Lorient           | Stade du Moustoir      | 18.890     | locul 10 în Ligue 1 |
| Lyon        | Décines-Charpieu  | Groupama Stadium       | 59.186     | locul 7 în Ligue 1  |
| Marseille   | Marseille         | Orange Vélodrome       | 67.394     | locul 3 în Ligue 1  |
| Metz        | Metz              | Stade Saint-Symphorien | 25.636     | locul 2 în Ligue 2  |
| Monaco      | Monaco            | Stade Louis II         | 18.523     | locul 6 în Ligue 1  |
| Montpellier | Montpellier       | Stade de la Mosson     | 32.900     | locul 12 în Ligue 1 |
| Nantes      | Nantes            | Stade de la Beaujoire  | 35.322     | locul 16 în Ligue 1 |
| Nice        | Nice              | Allianz Riviera        | 35.624     | locul 9 în Ligue 1  |
| PSG         | Paris             | Parc des Princes       | 48.583     | locul 1 în Ligue 1  |
| Reims       | Reims             | Stade Auguste Delaune  | 21.684     | locul 11 în Ligue 1 |
| Rennes      | Rennes            | Roazhon Park           | 29.778     | locul 4 în Ligue 1  |
| Strasbourg  | Strasbourg        | Stade de la Meinau     | 29.230     | locul 15 în Ligue 1 |
| Toulouse    | Toulouse          | Stadium Municipal      | 33.150     | locul 13 în Ligue 1 |

### Schimbări de antrenori
| Echipa              | Antrenorul care pleacă | Motivul plecării      | Data plecării      | Poziția în clasament | Antrenorul care vine    | Data numirii       |
| ------------------- | ---------------------- | --------------------- | ------------------ | -------------------- | ----------------------- | ------------------ |
| Marseille           | Igor Tudor             | Demisie               | 1 iunie 2023       | Pre-sezon            | Marcelino               | 23 iunie 2023      |
| Monaco              | Philippe Clement       | Demis                 | 4 iunie 2023       | Pre-sezon            | Adi Hütter              | 4 iulie 2023       |
| Toulouse            | Philippe Montanier     | Demis                 | 14 iunie 2023      | Pre-sezon            | Carles Martinez Novell  | 14 iunie 2023      |
| Strasbourg          | Frédéric Antonetti     | Demisie               | 27 iunie 2023      | Pre-sezon            | Patrick Vieira          | 30 iunie 2023      |
| Nice                | Didier Digard          | Finalul interimatului | 1 iulie 2023       | Pre-sezon            | Francesco Farioli       | 1 iulie 2023       |
| Paris Saint-Germain | Christophe Galtier     | Demis                 | 5 iulie 2023       | Pre-sezon            | Luis Enrique            | 5 iulie 2023       |
| Lyon                | Laurent Blanc          | Demis                 | 8 septembrie 2023  | Locul 18             | Fabio Grosso            | 16 septembrie 2023 |
| Marseille           | Marcelino              | Demisie               | 20 Septembrie 2023 | locul 3              | Gennaro Gattuso         | 27 septembrie 2023 |
| Rennes              | Bruno Génésio          | Demisie               | 19 noiembrie 2023  | locul 13             | Julien Stéphan          | 19 noiembrie 2023  |
| Nantes              | Pierre Aristouy        | Demis                 | 28 noiembrie 2023  | locul 11             | Jocelyn Gourvennec      | 29 noiembrie 2023  |
| Lyon                | Fabio Grosso           | Demis                 | 30 noiembrie 2023  | locul 18             | Pierre Sage (interimar) | 30 noiembrie 2023  |
| Marseille           | Gennaro Gattuso        | Demis                 | 19 februarie 2024  | locul 9              | Jean-Louis Gasset       | 20 februarie 2024  |
| Nantes              | Jocelyn Gourvennec     | Demis                 | 17 martie 2024     | locul 16             | Antoine Kombouaré       | 17 martie 2024     |

## Rezultate

### Clasament
| Loc | Echipă      | MJ | V  | E  | Î  | GM | GP | G   | P  | Calificare                                               |
| --- | ----------- | -- | -- | -- | -- | -- | -- | --- | -- | -------------------------------------------------------- |
| 1   | PSG         | 34 | 22 | 10 | 2  | 81 | 33 | +48 | 76 | Calificare în faza grupelor Ligii Campionilor            |
| 2   | Monaco      | 34 | 20 | 7  | 7  | 68 | 42 | +26 | 67 | Calificare în faza grupelor Ligii Campionilor            |
| 3   | Brest       | 34 | 17 | 10 | 7  | 53 | 34 | +19 | 61 | Calificare în faza grupelor Ligii Campionilor            |
| 4   | Lille       | 34 | 16 | 11 | 7  | 52 | 34 | +18 | 59 | Calificare în turul trei preliminar al Ligii Campionilor |
| 5   | Nice        | 34 | 15 | 10 | 9  | 40 | 29 | +11 | 55 | Calificare în faza grupelor Europa League                |
| 6   | Lyon        | 34 | 16 | 5  | 13 | 49 | 55 | -6  | 53 | Calificare în faza grupelor Europa League                |
| 7   | Lens        | 34 | 14 | 9  | 11 | 45 | 37 | +8  | 51 | Calificare în play-off-ul Europa Conference League       |
| 8   | Marseille   | 34 | 13 | 11 | 10 | 52 | 41 | +11 | 50 |                                                          |
| 9   | Reims       | 34 | 13 | 8  | 13 | 42 | 47 | -5  | 47 |                                                          |
| 10  | Rennes      | 34 | 12 | 10 | 12 | 53 | 46 | +7  | 46 |                                                          |
| 11  | Toulouse    | 37 | 11 | 10 | 13 | 42 | 46 | -4  | 43 |                                                          |
| 12  | Montpellier | 34 | 10 | 12 | 12 | 43 | 48 | -5  | 41 |                                                          |
| 13  | Strasbourg  | 34 | 10 | 9  | 15 | 38 | 50 | -12 | 39 |                                                          |
| 14  | Nantes      | 34 | 9  | 6  | 19 | 30 | 55 | -25 | 33 |                                                          |
| 15  | Le Havre    | 34 | 7  | 11 | 16 | 34 | 45 | -11 | 32 |                                                          |
| 16  | FC Metz     | 34 | 8  | 5  | 21 | 35 | 58 | -23 | 29 | Baraj promovare/retrogradare în Ligue 2                  |
| 17  | Lorient     | 34 | 7  | 8  | 19 | 43 | 66 | -23 | 29 | Retrogradare în Ligue 2                                  |
| 18  | Clermont    | 34 | 5  | 10 | 19 | 26 | 60 | -34 | 25 | Retrogradare în Ligue 2                                  |

Note
- ^1 - Montpellier a fost penalizată cu un punct pentru problemele cauzate de public ce au dus la abandonarea meciului cu Clermont.[27]

### Rezultate meciuri
| Rezultate | BRE | CLE | HAV | LEN | LIL | LOR | OL  | OM  | MET | MON | MPL | NAN | NIC | PSG | REI | REN | STR | TOU |
| --------- | --- | --- | --- | --- | --- | --- | --- | --- | --- | --- | --- | --- | --- | --- | --- | --- | --- | --- |
| BRE       |     | 3-0 | 1-0 | 3-2 | 1-1 | 4-0 | 1-0 | 1-0 | 4-3 | 0-2 | 2-0 | 0-0 | 0-0 | 2-3 | 1-1 | 0-0 | 1-1 | 1-1 |
| CLE       | 1-1 |     | 2-1 | 0-3 | 0-0 | 1-0 | 0-1 | 1-5 | 0-1 | 2-4 | 1-1 | 0-1 | 0-1 | 0-0 | 4-1 | 1-3 | 1-1 | 0-3 |
| HAV       | 1-2 | 2-1 |     | 0-0 | 0-2 | 3-0 | 3-1 | 1-2 | 0-1 | 0-0 | 0-2 | 0-1 | 2-1 | 0-2 | 1-2 | 0-1 | 3-1 | 1-0 |
| LEN       | 1-0 | 1-0 | 1-1 |     | 1-1 | 2-0 | 3-2 | 1-0 | 0-1 | 2-3 | 2-2 | 4-0 | 1-3 | 0-2 | 2-0 | 1-1 | 3-1 | 2-1 |
| LIL       | 1-0 | 4-0 | 3-0 | 2-1 |     | 3-0 | 3-4 | 3-1 | 2-0 | 2-0 | 1-0 | 2-0 | 2-2 | 1-1 | 1-2 | 2-2 | 1-0 | 1-1 |
| LOR       | 0-1 | 5-0 | 3-3 | 0-0 | 4-1 |     | 0-2 | 2-4 | 2-3 | 2-2 | 0-3 | 0-1 | 1-1 | 1-4 | 2-0 | 2-1 | 1-2 | 1-2 |
| OL        | 4-3 | 1-2 | 0-0 | 0-3 | 0-2 | 3-3 |     | 1-0 | 1-1 | 3-2 | 1-4 | 1-0 | 1-0 | 1-4 | 1-1 | 2-3 | 2-1 | 3-0 |
| OM        | 2-0 | 2-1 | 3-0 | 2-1 | 0-0 | 3-1 | 3-0 |     | 1-1 | 2-2 | 4-1 | 2-0 | 2-2 | 0-2 | 2-1 | 2-0 | 1-1 | 0-0 |
| MET       | 0-1 | 1-0 | 0-0 | 2-1 | 1-2 | 1-2 | 1-2 | 2-2 |     | 2-5 | 0-1 | 3-1 | 0-1 | 0-2 | 2-2 | 2-3 | 0-1 | 0-1 |
| MON       | 2-0 | 4-1 | 1-1 | 3-0 | 1-0 | 2-2 | 0-1 | 3-2 | 2-1 |     | 2-0 | 4-0 | 0-1 | 0-0 | 1-3 | 1-0 | 3-0 | 1-2 |
| MPL       | 1-3 | 1-1 | 2-2 | 0-0 | 0-0 | 2-0 | 1-2 | 1-1 | 3-0 | 0-2 |     | 1-1 | 0-0 | 2-6 | 1-3 | 0-0 | 2-2 | 3-0 |
| NAN       | 0-2 | 1-2 | 0-0 | 0-1 | 1-2 | 5-3 | 1-3 | 1-1 | 0-2 | 3-3 | 2-0 |     | 1-0 | 0-2 | 0-1 | 0-3 | 1-3 | 1-2 |
| NIC       | 0-0 | 0-0 | 1-0 | 2-0 | 1-1 | 3-0 | 0-0 | 1-0 | 1-0 | 2-3 | 1-2 | 1-2 |     | 1-2 | 2-1 | 2-0 | 2-0 | 1-0 |
| PSG       | 2-2 | 1-1 | 3-3 | 3-1 | 3-1 | 0-0 | 4-1 | 4-0 | 3-1 | 5-2 | 3-0 | 2-1 | 2-3 |     | 2-2 | 1-1 | 3-0 | 1-3 |
| REI       | 1-2 | 2-0 | 1-0 | 1-1 | 0-1 | 1-0 | 2-0 | 1-0 | 2-1 | 1-3 | 1-2 | 0-0 | 0-0 | 0-3 |     | 2-1 | 2-1 | 2-3 |
| REN       | 4-5 | 3-1 | 2-2 | 1-1 | 2-2 | 1-2 | 0-1 | 2-0 | 5-1 | 1-2 | 2-1 | 3-1 | 2-0 | 1-3 | 3-1 |     | 1-1 | 1-2 |
| STR       | 0-3 | 0-0 | 2-1 | 0-1 | 2-1 | 1-3 | 2-1 | 1-1 | 2-1 | 0-1 | 2-2 | 1-2 | 1-3 | 1-2 | 3-1 | 2-0 |     | 2-0 |
| TOU       | 0-3 | 2-2 | 1-2 | 0-2 | 3-1 | 1-1 | 2-3 | 2-2 | 3-0 | 1-2 | 1-2 | 1-2 | 2-1 | 1-1 | 1-1 | 0-0 | 0-0 |     |

Sursa: Ligue 1 rezultate Arhivat în 14 iunie 2022, la Wayback Machine.
1. Echipa gazdă este trecută pe coloana din stânga
2. Culori: Albastru = victorie a echipei gazdă; Galben = egal; Roșu = victorie a echipei oaspete

## Baraj promovare/retrogradare
Sezonul 2023-2024 se va încheia după disputarea meciului de baraj dintre ocupanta locului al 16-lea din Ligue 1 și câștigătoarea barajului de promovare din Ligue 2.

### Tur
| Saint-Étienne               | 2-1    | Metz         |
| --------------------------- | ------ | ------------ |
| - Sissoko 19' - Cardona 80' | Raport | - Traoré 45' |

### Retur
| Metz                                 | 2–2 (după prel) (d.p.) | Saint-Étienne             |
| ------------------------------------ | ---------------------- | ------------------------- |
| - Camara 17' - Mikautadze 25' (pen.) | Raport                 | - Pétrot 35' - Wadji 116' |

Saint-Étienne s-a impus cu 4-3 la general și a promovat în Ligue 1, în timp ce Metz a retrogradat în Ligue 2.

## Statistici

### Top marcatori
| Loc | Jucător                   | Club                | Goluri |
| --- | ------------------------- | ------------------- | ------ |
| 1   | Kylian Mbappé             | Paris Saint-Germain | 27     |
| 2   | Jonathan David            | Lille               | 19     |
| 2   | Alexandre Lacazette       | Lyon                | 19     |
| 4   | Pierre-Emerick Aubameyang | Marseille           | 17     |
| 5   | Wissam Ben Yedder         | Monaco              | 16     |
| 6   | Thijs Dallinga            | Toulouse            | 14     |
| 7   | Georges Mikautadze        | Metz                | 13     |
| 8   | Terem Moffi               | Nice                | 11     |
| 8   | Gonçalo Ramos             | Paris Saint-Germain | 11     |
| 10  | Arnaud Kalimuendo         | Rennes              | 10     |

### Pase de gol
| Loc | Jucător                   | Club                | Pase |
| --- | ------------------------- | ------------------- | ---- |
| 1   | Ousmane Dembélé           | Paris Saint-Germain | 8    |
| 2   | Aleksandr Golovin         | Monaco              | 6    |
| 2   | Angel Gomes               | Lille               | 6    |
| 4   | Pierre-Emerick Aubameyang | Marseille           | 5    |
| 4   | Bradley Barcola           | Paris Saint-Germain | 5    |
| 4   | Mohamed Daramy            | Reims               | 5    |
| 4   | Junya Itō                 | Reims               | 5    |
| 4   | Kylian Mbappé             | Paris Saint-Germain | 5    |
| 4   | Takumi Minamino           | Monaco              | 5    |
| 4   | Téji Savanier             | Montpellier         | 5    |
| 4   | Moses Simon               | Nantes              | 5    |
| 4   | Florian Sotoca            | Lens                | 5    |
| 4   | Edon Zhegrova             | Lille               | 5    |

### Meciuri fără gol primit
| Loc | Jucător              | Club                | Meciuri fără gol primit |
| --- | -------------------- | ------------------- | ----------------------- |
| 1   | Marcin Bułka         | Nice                | 17                      |
| 2   | Lucas Chevalier      | Lille               | 15                      |
| 3   | Brice Samba          | Lens                | 14                      |
| 4   | Marco Bizot          | Brest               | 13                      |
| 5   | Gianluigi Donnarumma | Paris Saint-Germain | 11                      |
| 6   | Benjamin Lecomte     | Montpellier         | 10                      |
| 7   | Anthony Lopes        | Lyon                | 9                       |
| 8   | Yehvann Diouf        | Reims               | 8                       |
| 9   | Arthur Desmas        | Le Havre            | 7                       |
| 9   | Alban Lafont         | Nantes              | 7                       |
| 9   | Pau López            | Marseille           | 7                       |
| 9   | Radosław Majecki     | Monaco              | 7                       |
| 9   | Steve Mandanda       | Rennes              | 7                       |

### Disciplină

#### Jucător
- Cele mai multe cartonașe galbene: 11[31]
  -  Facundo Medina (Lens)
  -  Pierre Lees-Melou (Brest)
  -  Denis Zakaria (Monaco)
- Cele mai multe cartonașe roșii: 2[32]
  -  Maximiliano Caufriez (Clermont)
  -  Samuel Grandsir (Le Havre)
  -  Rassoul Ndiaye (Le Havre)
  -  Elbasan Rashani (Clermont)
  -  Denis Zakaria (Monaco)

#### Echipă
- Cele mai multe cartonașe galbene: 80[33]
  - Brest
- Cele mai multe cartonașe roșii: 8[34]
  - Monaco
- Cele mai puține cartonașe galbene: 49[33]
  - Paris Saint-Germain
- Cele mai puține cartonașe roșii: 1[34]
  - Lorient
  - Toulouse

## Premii

### Lunare
| Lună       | Jucătorul lunii           | Jucătorul lunii     | Referință |
| Lună       | Jucător                   | Club                | Referință |
| ---------- | ------------------------- | ------------------- | --------- |
| August     | Takumi Minamino           | Monaco              | [ 35 ]    |
| Septembrie | Marcin Bułka              | Nice                | [ 36 ]    |
| Octombrie  | Kylian Mbappé             | Paris Saint-Germain | [ 37 ]    |
| Noiembrie  | Kylian Mbappé             | Paris Saint-Germain | [ 38 ]    |
| Decembrie  | Pierre-Emerick Aubameyang | Marseille           | [ 39 ]    |
| Ianuarie   | Martin Terrier            | Rennes              | [ 40 ]    |
| Februarie  | Pierre Lees-Melou         | Brest               | [ 41 ]    |
| Martie     | Edon Zhegrova             | Lille               | [ 42 ]    |
| Aprilie    | Alexandre Lacazette       | Lyon                | [ 43 ]    |

### Anuale
| Premiu                              | Câștigător           | Club                | Referință |
| ----------------------------------- | -------------------- | ------------------- | --------- |
| Jucătorul sezonului                 | Kylian Mbappé        | Paris Saint-Germain | [ 44 ]    |
| Cel mai bun tânăr jucător al anului | Warren Zaïre-Emery   | Paris Saint-Germain | [ 44 ]    |
| Portarul sezonului                  | Gianluigi Donnarumma | Paris Saint-Germain | [ 44 ]    |
| Golul sezonului                     | Kamory Doumbia       | Brest               | [ 44 ]    |
| Antrenorul sezonului                | Eric Roy             | Brest               | [ 44 ]    |

| Echipa anului | Echipa anului                              | Echipa anului                              | Echipa anului                              | Echipa anului                              | Echipa anului                              |
| ------------- | ------------------------------------------ | ------------------------------------------ | ------------------------------------------ | ------------------------------------------ | ------------------------------------------ |
| Portar        | Gianluigi Donnarumma (Paris Saint-Germain) | Gianluigi Donnarumma (Paris Saint-Germain) | Gianluigi Donnarumma (Paris Saint-Germain) | Gianluigi Donnarumma (Paris Saint-Germain) | Gianluigi Donnarumma (Paris Saint-Germain) |
| Fundași       | Achraf Hakimi (Paris Saint-Germain)        | Marquinhos (Paris Saint-Germain)           | Leny Yoro (Lille)                          | Bradley Locko (Brest)                      |                                            |
| Mijlocași     | Vitinha (Paris Saint-Germain)              | Pierre Lees-Melou (Brest)                  | Pierre Lees-Melou (Brest)                  | Warren Zaïre-Emery (Paris Saint-Germain)   |                                            |
| Atacanți      | Ousmane Dembélé (Paris Saint-Germain)      | Pierre-Emerick Aubameyang (Marseille)      | Pierre-Emerick Aubameyang (Marseille)      | Kylian Mbappé (Paris Saint-Germain)        |                                            |